# 符騰堡的歐根·威廉
符騰堡的歐根·威廉（德語：Eugen Wilhelm von Württemberg，1820年12月25日—1875年1月8日），歐根公爵的長子，母親是瓦爾德克和皮爾蒙特的瑪蒂爾德，屬於符騰堡王朝旁系。

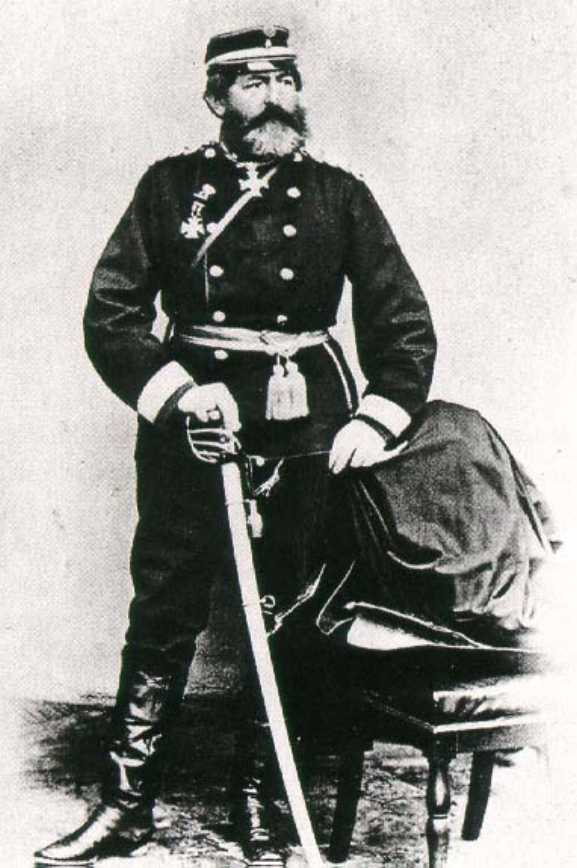
符騰堡的歐根·威廉

## 家庭
1843年，歐根·威廉與紹姆堡-利珀親王格奧爾格·威廉的女兒瑪蒂爾德·奧古斯塔（Mathilde Auguste）結婚，兩人共有1子2女：
1. 威廉明妮（1844年—1892年）
2. 歐根（1846年—1877年）
3. 保琳（1854年—1914年）